# Instituto de Pesquisas Econômicas, Administrativas e Contábeis de Minas Gerais
A Fundação Instituto de Pesquisas Econômicas, Administrativas e Contábeis de Minas Gerais (IPEAD) é uma instituição de pesquisa de Belo Horizonte, Minas Gerais.
Criada em 1948 por professores da UFMG como fundação de apoio à Faculdade de Ciências Econômicas da universidade, realiza pesquisas aplicadas, serviços de consultoria, assessoria e treinamento especializado relacionados com as ciências econômicas, administrativas, contábeis, demografia e afins.
A Fundação IPEAD, entidade sem fins lucrativos, é credenciada pelo Ministério da Educação - MEC e pelo Ministério da Ciência, Tecnologia, Inovações e Comunicações - MCTIC como fundação de apoio à Faculdade de Ciências Econômicas - FACE da Universidade Federal de Minas Gerais - UFMG.
Instituída em 1948 como Instituto de Pesquisas Econômicas e Administrativas, por iniciativa de professores da FACE/UFMG, com o apoio de instituições dos segmentos comercial, financeiro e industrial do Estado, convertida em fundação em 2003, a Fundação IPEAD possui reconhecimento nacional pelo desenvolvimento de metodologias que atendem aos mais rigorosos padrões científicos, além de produzir indicadores de acordo com critérios técnicos atualizados.
Em função de sua natureza estatutária e de suas finalidades, a Fundação vem sendo contratada por dispensa de licitação baseado nos termos do inciso XIII, do art.24, da lei 8.666 de 21/06/93.
A Fundação IPEAD tem como principais finalidades: prestar apoio às atividades de pesquisa, ensino, extensão e desenvolvimento institucional da Faculdade de Ciências Econômicas da Universidade Federal de Minas Gerais, efetuar pesquisas, estudos teóricos e aplicados, prestar serviços de consultoria e assessoria, ministrar treinamento especializado com o objetivo científico ou profissional, relacionados com as ciências econômicas, administrativas, contábeis, demográficas e afins.